# George C. Braden
George Clermont Braden (* 18. August 1868 in Greene, Trumbull County, Ohio; † 8. Januar 1942 in Warren, Ohio) war ein US-amerikanischer Politiker. Zwischen November 1928 und Januar 1929 war er Vizegouverneur des Bundesstaates Ohio.

## Werdegang
Die Quellenlage über George Braden ist sehr schlecht. Über seine Jugend und Schulausbildung ist nichts überliefert. Auch über seinen Werdegang jenseits der Politik gibt es in den Quellen keine Angaben. Er war seit dem 17. September 1887 mit Elizabeth „Lizzie“ Meridith verheiratet. Politisch schloss er sich der Republikanischen Partei an.
Im November 1928 gab Vizegouverneur William G. Pickrel  aus unbekannten Gründen sein Amt auf. Daraufhin wurde George Braden von Gouverneur A. Victor Donahey zu dessen Nachfolger berufen. Dieses Amt bekleidete er zwischen November 1928 und Januar 1929. Dabei war er Stellvertreter des Gouverneurs und Vorsitzender des Staatssenats. Nach dem Ende seiner kurzen Zeit als Vizegouverneur ist Braden politisch nicht mehr in Erscheinung getreten. Er starb am 8. Januar 1942 in Warren, wo er auch beigesetzt wurde.